# NINE PERCENT
NINE PERCENT(나인 퍼센트)는 중국의 보이 그룹이다. 2018년 아이치이에서 방영된 《우상연습생》에서 최종 순위 1위부터 9위를 기록한 차이쉬쿤, 천리농, 판청청, 저스틴, 린옌쥔, 주정팅, 왕쯔이, 샤오구이, 요장징으로 이루어져 있다.

## 구성원 목록
| 본명      | 로마자 병음    | 영어명    | 생일 출생지                                 | 소속사                   | 포지션 |
| --------- | -------------- | --------- | ------------------------------------------- | ------------------------ | ------ |
| 차이쉬쿤  | Cai Xukun      | August    | 1998년 8월 2일(26세) 중국 후난성            | 개인 연습생              |        |
| 천리눙    | Chen Linong    | Leo       | 2000년 10월 3일(24세) 대만 가오슝시         | 레전드 스타 엔터테인먼트 |        |
| 판청청    | Fan Chengcheng | Adam      | 2000년 6월 16일(24세) 중국 산둥성           | 위에화 엔터테인먼트      |        |
| 황밍하오  | Huang Minghao  | Justin    | 2002년 2월 19일(23세) 중국 저장성 원저우 시 | 위에화 엔터테인먼트      |        |
| 린옌쥔    | Lin Yanjun     | Evan      | 1995년 8월 24일(29세) 대만 타이난시         | 바나나 컬쳐 엔터테인먼트 |        |
| 주정팅    | Zhu Zhengting  | Austin    | 1996년 3월 18일(29세) 중국 안후이성         | 위에화 엔터테인먼트      |        |
| 왕쯔이    | Wang Ziyi      | Boogie    | 1996년 7월 13일(28세) 중국 산시성           | 간단쾌락문화             |        |
| 왕린카이  | Wang Linkai    | Lil Ghost | 1999년 5월 20일(25세) 중국 푸젠성           | 궈란천공엔터테인먼트     |        |
| 아조라 친 | Azora Chin     | Azora     | 1994년 9월 19일(30세) 말레이시아 조호르주   | 바나나 컬쳐 엔터테인먼트 |        |

## 같이 보기
- 우상연습생